# إقليم طرفاية
إقليم طرفاية هو أحد أقاليم المملكة المغربية. يقع إقليم طرفاية الساحلي غرب المملكة ضمن جهة العيون الساقية الحمراء.
يقع إقليم طرفاية بمحاذاة الطريق الوطنية رقم 1 ويمتد على مساحة تقدر ب كلم² 11945 وشريط ساحلي طوله 200 كم تقريبا شرق المحيط الأطلسي، يحده من جهة الشمال إقليم طانطان، ومن الشرق إقليم السمارة والجنوب إقليم العيون.

## التقسيم الإداري للإقليم
يضم الإقليم 01 جماعة حضرية و04 جماعات قروية:
| العلم | الرمز الجغرافي | الجماعة          | الاسم اللاتيني    | عدد الأسر | عدد الأجانب | عدد المغاربة | عدد السكان الإجمالي 2014 |
| ----- | -------------- | ---------------- | ----------------- | --------- | ----------- | ------------ | ------------------------ |
|       | 11.537.        | إقليم: طرفاية    | Province: Tarfaya | 3.393     | 75          | 13.007       | ( 7,8%) 13.082           |
|       | 11.537.01.05.  | طرفاية (البلدية) | Tarfaya (Mun.)    | 2.092     | 62          | 7.965        | 8.027                    |
|       | 11.537.03.03.  | الدورة           | Daoura            | 297       | 0           | 1.108        | 1.108                    |
|       | 11.537.03.05.  | الحكونية         | El Hagounia       | 28        | 0           | 151          | 151                      |
|       | 11.537.05.01.  | أخفنير           | Akhfennir         | 610       | 9           | 2.271        | 2.280                    |
|       | 11.537.05.07.  | طاح              | Tah               | 366       | 4           | 1.512        | 1.516                    |

### الجماعات الحضرية
- بلدية طرفاية

### الجماعات القروية
- الطاح
- أخفنير
- الدورة
- الحكونية